# Křižovatka Rádelský mlýn
Rádelský mlýn je silniční křižovatka na severu České republiky, ležící na území Libereckého kraje ve stejnojmenné lokalitě u obce Rádlo. Stýkají se na ní komunikace číslo I/35 v úseku mezi Turnovem a Libercem se silnicí číslo I/65, která místo spojuje s dalším okresním městem, s Jabloncem nad Nisou.

## Historie a dopravní situace
Celá křižovatka byla dána motoristům do užívání v roce 1973 a tehdy se zde stýkaly silnice první a druhé třídy. Postupem času se zvyšovaly intenzity dopravy, kdy například v roce 2015 tudy podle Celostátního sčítání dopravy (CSD) za den projede přes 33 tisíc vozidel po silnici I/35 a více než 12 350 automobilů po silnici I/65. Současně zde mezi roky 2012 a 2020 stalo 151 nehod, z nichž žádná nebyla smrtelná. Přesto se křižovatka k začátku roku 2020 řadila mezi nejnebezpečnější místa na silniční síti na území celého Libereckého kraje. Problém spočívá v neočekávané konstelaci křižovatky a v nepřehledném křížení jejích jednotlivých větví, kdy řidiči vozidel jedoucích ve směru z Liberce do Jablonce nad Nisou nedávali přednost automobilům přijíždějících od Turnova. Navíc při jízdě ve směru od Liberce do Jablonce nad Nisou projížděli řidiči velmi ostrou pravotočivou zatáčkou. V opačném směru si zas řidiči nebyli jisti, zda zvolili správný směr jízdy a zda náhodou nejedou k Turnovu, takže se občas stávalo, že tady řidiči se svými vozidly vjížděli do protisměru.

## Přestavba
Kvůli bezpečnostním problémům Ředitelství silnic a dálnic (ŘSD) rozhodlo o rekonstrukci této křižovatky, z níž nově vzniklo křížení, na kterém se automobily kříží ve třech výškových úrovních (tzv. trojúhelníkový typ). Projekt přestavby vypracovala liberecká společnost Valbek. Přestavbu provedlo sdružení firem pod značkou ESIR, které vedla společnost Eurovia CS. Celá stavba vyšla na 408 milionů korun českých bez daně. S pracemi stavbaři začali 2. března 2020. K dokončení došlo na konci roku 2021.
Pod křižovatkou prochází Jeřmanický potok, v rámci přestavby křižovatky došlo k prodloužení jeho překrytí.

Mimoúrovňová křižovatka Rádelský mlýn do 10. 12. 2021, šedě nový stav.